# Titus Geganius Macerinus
Pour les articles homonymes, voir Geganius Macerinus.
Titus Geganius Macerinus est un homme politique romain du Ve siècle av. J.-C., consul en 492 av. J.-C.

## Famille
Il est le premier membre de la gens des Geganii à avoir été consul. Il a au moins un frère, nommé Lucius Geganius.

## Biographie
Il est élu consul en 492 av. J.-C. avec Publius Minucius Augurinus pour collègue. Les guerres extérieures face aux Volsques, Èques, Sabins ou encore Véiens, épargnent Rome cette année-là, ainsi que les dissensions internes, après l'insurrection du Mont Sacré en 494 av. J.-C.
Mais une terrible famine menace la ville. Selon les auteurs antiques, les problèmes d'approvisionnement ont pour origine les luttes internes et notamment l'insurrection de la plèbe entre 495 et 494 av. J.-C., les insurgés n'ayant pas cultivé leurs champs. Un autre évènement peut également expliquer les difficultés des Romains à s'approvisionner en blé : le tyran Aristodème de Cumes a retenu et confisqué les navires romains venus acheter du blé, en guise d'indemnisation. En effet, le tyran ayant été choisi comme héritier par Tarquin le Superbe à sa mort en 495 av. J.-C., il revendique son héritage. Le Sénat et les consuls envoient des délégations parcourir l'Italie pour se procurer du blé, parmi les ambassadeurs se trouvent Publius Valerius Publicola et Lucius Geganius, frère du consul. A Cumes, Aristodème s'apprête à faire un procès aux délégués romains mais ces derniers prennent la fuite. Chez les Volsques et leurs voisins, il est également impossible de négocier, et le blé doit être acheté en Étrurie et en Sicile,.
Suivant les conseils de Coriolan, les sénateurs veulent vendre le blé à prix d'or à la plèbe, pour les obliger à cultiver les terres et permettre au Sénat de retrouver tous ses droits, en partie perdus après l'insurrection du mont Sacré. Mais la réaction de la plèbe est violente, Coriolan doit s'exiler.
Durant son mandat, le tribun de la plèbe Spurius Sicinius, ou Spurius Icilius, propose une loi, la lex Icilia, protégeant la liberté de parole des tribuns lorsqu'ils s'expriment à la tribune,.

### Auteurs antiques
- Tite-Live, Histoire romaine, Livre II, 34-35 sur le site de l'Université de Louvain

### Auteurs modernes
- (en) T. Robert S. Broughton, The Magistrates of the Roman Republic : Volume I, 509 B.C. - 100 B.C., New York, The American Philological Association, coll. « Philological Monographs, number XV, volume I », 1951, 578 p.
- (fr) Jean-Pierre Martin, Alain Chauvot et Mireille Cébeillac-Gervasoni, Histoire romaine, Paris, Armand Colin, coll. « Collection U Histoire », 2003, 473 p. (ISBN 2-200-26587-5)
- (fr) Robert Jacob, « La question romaine du sacer : Ambivalence du sacré ou construction symbolique de la sortie du droit », Revue historique, PUF, no 639,‎ 2006, p. 523-588 (lire en ligne)
- (en) Catherine Steel et Henriette Van der Blom, Community and Communication : Oratory and Politics in Republican Rome, Oxford University Press, 2013, 401 p.